# Древаль Олексій Вікторович
Олексі́й Ві́кторович Древа́ль (нар. 22 жовтня 1984, м. Кременчук Полтавська область — пом. 29 серпня 2014, с. Новокатеринівка) — старший солдат 93-ї окремої механізованої бригади Збройних сил України, стрілець в/ч ППВ 2830, учасник російсько-української війни.

## Життєпис
Народився 1984 року в місті Кременчук (Полтавська область). Закінчив загальноосвітню школу (нині колегіум) № 25, ВГТУ-7, працював пропарювальником на «Промсистемі». Пройшов строкову військову службу у ДПСУ, спочатку у Навчальному центрі ДПСУ (Оршанець), потім — в Одеські області. Серпнем 2004 року брав участь у військовому параді з нагоди Дня незалежності України. В АТО служив за контрактом з 31.07.2014.
У часі війни — доброволець, старший навідник, 93-тя окрема механізована бригада.
29 серпня 2014 р. в Іловайському «котлі», під час бою, при обстрілі з мінометів і бронетехніки був поранений — пробита стегнова артерія. Друзі Олексія виносили його та самі потрапили під обстріл. Поранений О.Древаль стік кров'ю.
2 вересня 2014-го 88 тіл загиблих вояків привезено до запорізького моргу. Упізнаний побратимами та родиною. Похований в Кременчуці.
Вдома лишилися дружина, двоє дітей, сестра.

## Нагороди та вшанування пам'яті
За особисту мужність і героїзм, виявлені у захисті державного суверенітету та територіальної цілісності України, вірність військовій присязі під час російсько-української війни
- нагороджений орденом «За мужність» III ступеня (4.6.2015, посмертно)[3].
- на будівлі колегіуму № 25, у якому навчався Олексій, 2015 року відкрито меморіальну дошку його честі[4][5].
- 23 червня 2015 року на фасаді будівлі ВПУ-7 біля головного входу була встановлена меморіальна дошка Олексію Древалю та Назаренко Дмитру.[6][7]
- в Кременчуці існує вулиця Олексія Древаля[8].
- Його портрет розміщений на меморіалі «Стіна пам'яті полеглих за Україну» у Києві: секція 3, ряд 6, місце 29
- Вшановується 29 серпня на щоденному ранковому церемоніалі вшанування українських захисників, які загинули цього дня у різні роки внаслідок російської збройної агресії[9]